# Młot (województwo pomorskie)
Młot – osada leśna w Polsce położona w województwie pomorskim, w powiecie wejherowskim, w gminie Gniewino.
W latach 1975–1998 miejscowość administracyjnie należała do województwa gdańskiego.